# Ardmore (Alabama)
Ardmore ist eine Town im Limestone County im US-amerikanischen Bundesstaat Alabama. Das U.S. Census Bureau hat bei der Volkszählung 2020 eine Einwohnerzahl von 1.321 ermittelt.

## Geographie
Ardmores geographische Koordinaten lauten DSM (34.987052, -86.843228). Es ist die am nördlichsten gelegene Siedlung Alabamas. Die nördliche Stadtgrenze verläuft entlang der Main Street und bildet zugleich die Grenze zum Bundesstaat Tennessee. Dort grenzt Ardmore, Tennessee an.
Nahegelegene Orte sind unter anderem Elkton (7 km nordwestlich), Elkmont (11 km südwestlich) und Harvest (11 km südlich). Die nächste größere Stadt ist mit 170.000 Einwohnern das etwa 20 Kilometer südöstlich entfernt gelegene Huntsville.
Nach den Angaben des United States Census Bureaus hat die Stadt eine Fläche von 5,3 km2, wovon 5,29 km2 Land und 0,02 km2 Gewässer sind.

## Geschichte
Der erste Name der Stadt war Austin, in Ehrung des Stadtgründers Alex Austin, der hier eine Station der Louisville and Nashville Railroad errichten ließ. Später erhielt die Stadt ihren heutigen Namen, in Anlehnung an Ardmore in Pennsylvania. Sie wurde 1922 als Town inkorporiert.

## Verkehr
Die Town liegt entlang der Alabama State Route 53, die von Süden nach Norden entlang der Ardmore Avenue verläuft, bevor sie an der Staatsgrenze nach Osten anbbiegt und gemeinsam mit der  Tennessee State Route 7 die Main Street entlang verläuft. Zwei Kilometer westlich der Stadt verläuft außerdem der Interstate 65, der über 1428 Kilometer vom Süden Alabamas bis nach Indiana führt.
Etwa zwei Kilometer westlich der Stadt befindet sich der Ardmore Airport, auf dem jährlich etwa 2260 Flugbewegungen getätigt werden.

## Demographie

### United States Census 2000
Zum Zeitpunkt des United States Census 2000 bewohnten Ardmore 1034 Personen. Die Bevölkerungsdichte betrug 195,7 Personen pro km2. Es gab 506 Wohneinheiten, durchschnittlich 95,8 pro km2. Die Bevölkerung in Ardmore bestand zu 96,23 % aus Weißen, 0,87 % Schwarzen oder African American, 0,48 % Native American, 0,77 % Asian, 0,10 % Pacific Islander, 1,16 % gaben an, anderen Rassen anzugehören und 0,39 % nannten zwei oder mehr Rassen. 1,74 % der Bevölkerung erklärten, Hispanos oder Latinos jeglicher Rasse zu sein.
Die Bewohner Ardmores verteilten sich auf 460 Haushalte, von denen in 27,0 % Kinder unter 18 Jahren lebten. 43,0 % der Haushalte stellten Verheiratete, 11,5 % hatten einen weiblichen Haushaltsvorstand ohne Ehemann und 39,8 % bildeten keine Familien. 36,5 % der Haushalte bestanden aus Einzelpersonen und in 21,1 % aller Haushalte lebte jemand im Alter von 65 Jahren oder mehr alleine. Die durchschnittliche Haushaltsgröße betrug 2,25 und die durchschnittliche Familiengröße 2,96 Personen.
Die Bevölkerung verteilte sich auf 25,0 % Minderjährige, 8,3 % 18–24-Jährige, 25,7 % 25–44-Jährige, 24,6 % 45–64-Jährige und 16,4 % im Alter von 65 Jahren oder mehr. Der Median des Alters betrug 37 Jahre. Auf jeweils 100 Frauen entfielen 1,4 Männer. Bei den über 18-Jährigen entfielen auf 100 Frauen 78,0 Männer.
Das mittlere Haushaltseinkommen in Ardmore betrug 28.352 US-Dollar und das mittlere Familieneinkommen erreichte die Höhe von 40.673 US-Dollar. Das Durchschnittseinkommen der Männer betrug 29.531 US-Dollar, gegenüber 19.875 US-Dollar bei den Frauen. Das Pro-Kopf-Einkommen belief sich auf 18.447 US-Dollar. 17,9 % der Bevölkerung und 10,7 % der Familien hatten ein Einkommen unterhalb der Armutsgrenze, davon waren 20,2 % der Minderjährigen und 30,7 % der Altersgruppe 65 Jahre und mehr betroffen.

### United States Census 2010
Zum Zeitpunkt des United States Census 2010 bewohnten Ardmore 1194 Personen. Die Bevölkerungsdichte betrug 195,1 Personen pro km2. Es gab 578 Wohneinheiten, durchschnittlich 109,1 pro km2. Die Bevölkerung in Ardmore bestand zu 94,3 % aus Weißen, 1,9 % Schwarzen oder African American, 0,8 % Native American, 0,9 % Asian, 0,1 % Pacific Islander, 0,6 % gaben an, anderen Rassen anzugehören und 1,4 % nannten zwei oder mehr Rassen. 1,3 % der Bevölkerung erklärten, Hispanos oder Latinos jeglicher Rasse zu sein.
Die Bewohner Ardmores verteilten sich auf 505 Haushalte, von denen in 28,1 % Kinder unter 18 Jahren lebten. 44,8 % der Haushalte stellten Verheiratete, 15,4 % hatten einen weiblichen Haushaltsvorstand ohne Ehemann und 34,1 % bildeten keine Familien. 31,5 % der Haushalte bestanden aus Einzelpersonen und in 18,5 % aller Haushalte lebte jemand im Alter von 65 Jahren oder mehr alleine. Die durchschnittliche Haushaltsgröße betrug 2,36 und die durchschnittliche Familiengröße 2,97 Personen.
Die Bevölkerung verteilte sich auf 24,9 % Minderjährige, 10,7 % 18–24-Jährige, 25,7 % 25–44-Jährige, 21,9 % 45–64-Jährige und 16,8 % im Alter von 65 Jahren oder mehr. Der Median des Alters betrug 37,1 Jahre. Auf jeweils 100 Frauen entfielen 82,3 Männer. Bei den über 18-Jährigen entfielen auf 100 Frauen 90,7 Männer.
Das mittlere Haushaltseinkommen in Ardmore betrug 32.196 US-Dollar und das mittlere Familieneinkommen erreichte die Höhe von 36.779 US-Dollar. Das Durchschnittseinkommen der Männer betrug 31.600 US-Dollar, gegenüber 37.841 US-Dollar bei den Frauen. Das Pro-Kopf-Einkommen belief sich auf 18.931 US-Dollar. 18,8 % der Bevölkerung und 13,0 % der Familien hatten ein Einkommen unterhalb der Armutsgrenze, davon waren 21,9 % der Minderjährigen und 19,2 % der Altersgruppe 65 Jahre und mehr betroffen.

### Frühere Volkszählungen
| Census- jahr | Einwohner   | Rang im Staat | Rang im County | Weiße (seit 1980: nicht-hispanische Weiße) | Schwarze    | Hispanos (1980-) | Native American | Asian       | Pacific Islanders (seit 1980) | Andere       | 2 oder mehr „Races“ (seit 2000) |
| ------------ | ----------- | ------------- | -------------- | ------------------------------------------ | ----------- | ---------------- | --------------- | ----------- | ----------------------------- | ------------ | ------------------------------- |
| 1930 a       | 266 (-) b c | 248.(-)       | 2. (-)         |                                            |             |                  |                 |             |                               |              |                                 |
| 1940         | 381 ↑       | 219. ↑        | 2. X d         |                                            |             |                  |                 |             |                               |              |                                 |
| 1950         | 408 ↑       | 260. e ↓      | 2. X           |                                            |             |                  |                 |             |                               |              |                                 |
| 1960         | 439 ↑       | 259. ↑        | 2. X           |                                            |             |                  |                 |             |                               |              |                                 |
| 1970         | 761 ↑       | 238. ↑        | 2. X           |                                            |             |                  |                 |             |                               |              |                                 |
| 1980 f       | 1.096 ↑     | 238. X        | 2. X           | 1.073 ↑ 97,9 % g                           | 8 (-) 0,7 % | 10 (-) 0,9 %     | 2 (-) 0,2 %     | 2 (-) 0,2 % |                               | 1 (-) 0,1 %  |                                 |
| 1990         | 1.090 ↓     | 250. ↓        | 2. X           | 1.065 ↓ 97,7 %                             | 18 ↑ 1,7 %  | 6 ↓ 0,6 %        | 1 ↓ 0,1 %       |             |                               |              |                                 |
| 2000         | 1.034 ↓     | 277. ↓        | 2. X           | 988 ↓ 95,6 %                               | 9 ↓ 0,9 %   | 18 ↑ 1,7 %       | 5 ↑ 0,5 %       | 8 (-) 0,8 % | 1 (-) 0,1 %                   | 12 (-) 1,2 % | 4 (-) 0,4 %                     |
| 2010         | 1.194 ↑     | 282. ↓        | 4. h ↓         | 1,119 ↑ 93,7 %                             | 23 ↑ 1,9 %  | 16 ↓ 1,3 %       | 9 ↑ 0,8 %       | 11 ↑ 0,9 %  | 1 X 0,1 %                     | 7 ↓ 0,6 %    | 17 ↑ 1,4 %                      |